# Ahouabo-Bouapé
Bouapé est une localité située dans le Sud de la Côte d'Ivoire, et appartenant au département d'Adzopé, dans la Région de La Mé. La localité de Bouapé est un chef-lieu de commune. Le périmètre de la commune de Bouapé englobe dans ses limites les villages  et les campements qui leur sont rattachés.